# المياق (أرحب)

تعديل مصدري - تعديل

المياق هي إحدى قرى عزلة الزبيرات بمديرية أرحب التابعة لمحافظة صنعاء، بلغ تعداد سكانها 365 نسمة حسب تعداد اليمن لعام 2004.